# Acide sterpurique
 (mai 2025).
L'acide sterpurique est un métabolite phytotoxique dérivé du champignon Stereum purpureum dont il tire son nom. Ce champignon provoque la maladie du plomb parasitaire des arbres fruitiers.